# Прімо Баран
Прімо Баран (італ. Primo Baran, 1 квітня 1943) — італійський академічний веслувальник.
Олімпійський чемпіон 1968 року в складі розпашної двійки зі стерновим, учасник 1972, 1976 років.
Бронзовий призер Чемпіонату світу 1966 року в складі розпашної двійки зі стерновим.
Чемпіон Європи 1967 року в складі розпашної двійки зі стерновим, срібний призер 1965, 1969 років у складі розпашної двійки зі стерновим.